# Desmanthus topsenti
Desmanthus topsenti is een sponssoort in de taxonomische indeling van de gewone sponzen (Demospongiae). Het lichaam van de spons bestaat uit kiezelnaalden en sponginevezels, en is in staat om veel water op te nemen. 
De spons behoort tot het geslacht Desmanthus en behoort tot de familie Desmanthidae. De wetenschappelijke naam van de soort werd voor het eerst geldig gepubliceerd in 1912 door Hentschel.